# Stefania Korżawska
Stefania Korżawska (ur. 1956, zm. 29 lipca 2015) – polonistka, nauczycielka, poetka; autorka podręcznika do gramatyki języka polskiego i licznych książek na temat ziołolecznictwa.
Prowadziła wykłady o leczeniu ziołami na terenie całego kraju.
W Radiu PiK prowadziła cykl audycji na tematy ziołolecznictwa Porady Panii Stefanii.
Odznaczona odznaką honorową Zasłużony Działacz Kultury.

## Publikacje

### Książki zielarskie
- Drogowskazy zdrowia, ISBN 978-83-930637-1-0.
- Budować zdrowie, ISBN 978-83-930637-4-1.
- Braterska pomoc dla zdrowia. Kasza jaglana, ISBN 978-83-930637-7-2.
- Ziołowe ambrozje, ISBN 978-83-930637-5-8.
- Cztery kroki do zdrowia, ISBN 978-83-930637-9-6.
- Ziołowi posłańcy zdrowia, ISBN 978-83-930637-3-4.
- Ziołowy duet dla zdrowia, ISBN 978-83-64049-00-2.
- Choroby krążeniowe, ISBN 978-83-64049-24-8.
- Kręgosłup bez bólu, ISBN 978-83-64049-28-6.
- Zdrowie Jest Proste, ISBN 978-83-64049-32-3.
- Prosta droga do zdrowia, ISBN 978-83-902994-3-3.
- Słoneczne zioła na chrypki, grypki, przeziębienia, ISBN 978-83-930637-6-5.
- Pokochaj zdrowie, ISBN 978-83-64049-04-0.
- Odnowienie organizmu, ISBN 978-83-64049-16-3.
- Zamknąć wrota przed grypą, ISBN 978-83-64049-12-5.
- Wiosenne kuracje, ISBN 978-83-64049-36-1.
- Obrońcy zdrowia, ISBN 978-83-64049-48-4.

### Pozostałe publikacje[4]
- Głos milczenia. [Wiersze], Instytut Wydawniczy Związków Zawodowych, Warszawa 1990[5]
- Korepetycje z języka polskiego, czyli Domowy nauczyciel: gramatyka, Wołomin: „Corsam”, 1995

### Tłumaczenia na języki obce
- Vier Schritte zur Gesundheit (język niemiecki, tytuł polski: Cztery kroki do zdrowia)[6]